# West Indies Cricket Team in Indien in der Saison 2002/03
Die Tour des West Indies Cricket Team nach Indien in der Saison 2002/03 fand vom 4. Oktober bis zum 24. November 2002 statt. Die internationale Cricket-Tour war Teil der internationalen Cricket-Saison 2002/03 und umfasste drei Test Matches und sieben One-Day Internationals (ODIs). Indien gewann die Testserie 2-0, während die West Indies die ODI-Serie 4-3 gewannen.

## Vorgeschichte
Für beide Mannschaften war es die erste Tour nach der ICC Champions Trophy 2002, wobei Indien sich den Sieg teilte und die West Indies in der Vorrunde ausschieden. Das letzte Aufeinandertreffen der beiden Mannschaften bei einer Tour fand in der Saison 2002 in den West Indies statt.

## Stadien
Für die Tour wurden folgende Stadien als Austragungsorte vorgesehen.
| Stadion                                | Stadt      | Kapazität | Spiele  |
| -------------------------------------- | ---------- | --------- | ------- |
| Sardar Patel Stadium                   | Ahmedabad  | 54.000    | 4. ODI  |
| M. A. Chidambaram Stadium              | Chennai    | 46.000    | 2. Test |
| Keenan Stadium                         | Jamshedpur | 19.000    | 1. ODI  |
| Barkatullah Khan Stadium               | Jodhpur    | 30.000    | 6. ODI  |
| Eden Gardens                           | Kolkata    | 82.000    | 3. Test |
| Wankhede Stadium                       | Mumbai     | 33.000    | 1. Test |
| Vidarbha Cricket Association Stadium   | Nagpur     | 45.000    | 2. ODI  |
| Saurashtra Cricket Association Stadium | Rajkot     | 28.000    | 3. ODI  |
| IPCL Sports Complex Ground             | Vadodara   | 20.000    | 5. ODI  |
| Indira Gandhi Cricket Stadium          | Vijayawada | 25.000    | 7. ODI  |

## Kader
Indien benannte seinen Test-Kader am 5. Oktober 2002.
Die West Indies benannten ihren Kader am 8. Oktober, und seinen ODI-Kader am 28. Oktober.
| Test | Test | ODI | ODI |
| Indien | West Indies | Indien | West Indies |
| --- | --- | --- | --- |
| - Sourav Ganguly (K) - Ajit Agarkar - Sanjay Bangar - Shiv Sunder Das - Rahul Dravid - Zaheer Khan - Anil Kumble - VVS Laxman - Amit Mishra - Ashish Nehra - Parthiv Patel (wk) - Virender Sehwag - Harbhajan Singh - Javagal Srinath - Sachin Tendulkar | - Carl Hooper (K) - Gareth Breese - Shivnarine Chanderpaul - Pedro Collins - Cameron Cuffy - Mervyn Dillon - Chris Gayle - Ryan Hinds - Wavell Hinds - Ridley Jacobs (wk) - Daren Ganga - Jermaine Lawson - Mahendra Nagamootoo - Daren Powell - Marlon Samuels - Ramnaresh Sarwan | - Sourav Ganguly (K) - Ajit Agarkar - Lakshmipathy Balaji - Sanjay Bangar - Rahul Dravid - Mohammad Kaif - Murali Kartik - Anil Kumble - VVS Laxman - Dinesh Mongia - Ashish Nehra - Parthiv Patel (wk) - Virender Sehwag - Harbhajan Singh - Sarandeep Singh - Yuvraj Singh - Reetinder Sodhi - Javagal Srinath - Jai Yadav | - Carl Hooper (K) - Shivnarine Chanderpaul - Pedro Collins - Corey Collymore - Cameron Cuffy - Mervyn Dillon - Vasbert Drakes - Daren Ganga - Chris Gayle - Ryan Hinds - Wavell Hinds - Ridley Jacobs (wk) - Mahendra Nagamootoo - Ricardo Powell - Marlon Samuels - Ramnaresh Sarwan |

## Tour Matches
| 4.–6. Oktober Scorecard | Bangalore | Indian Board President’s XI 275-8d (83) | – | West Indians 606-4 (176) |
|                         |           | Remis                                   |   |                          |

| 24.–26. Oktober Scorecard | Pune | West Indians 449-8d (152) & 35-0 (7) | – | Railways 402 (110.2) |
|                           |      | Remis                                |   |                      |

## Test Matches

### Erster Test in Mumbai
| 9.–12. Oktober Scorecard | Mumbai | Indien 457 (163.5)                            | – | West Indies 157 (74.5) & 188 (68.3) (f/o) |
|                          |        | Indien gewinnt mit einem Innings und 112 Runs |   |                                           |

### Zweiter Test in Chennai
| 17.–20. Oktober Scorecard | Chennai | West Indies 167 (79.3) & 229 (79.4) | – | Indien 316 (106.1) & 81-2 (21.1) |
|                           |         | Indien gewinnt mit 8 Wickets        |   |                                  |

### Dritter Test in Kolkata
| 30. Oktober–3. November Scorecard | Kolkata | Indien 358 (101.2) & 471-8 (159) | – | West Indies 497 (171.3) |
|                                   |         | Remis                            |   |                         |

## One-Day Internationals

### Erstes ODI in Jamshedpur
| 6. November Scorecard | Jamshedpur | Indien 283-6 (50)                 | – | West Indies 285-6 (50) |
|                       |            | West Indies gewinnt mit 4 Wickets |   |                        |

### Zweites ODI in Nagpur
| 9. November Scorecard | Nagpur | Indien 279-9 (47/47)                           | – | West Indies 280-3 (46.2/47) |
|                       |        | West Indies gewinnt mit 7 Wickets (D/L method) |   |                             |

### Drittes ODI in Rajkot
| 12. November Scorecard | Rajkot | West Indies 300-5 (50)                  | – | Indien 200-1 (27.1/27.1) |
|                        |        | Indien gewinnt mit 81 Runs (D/L method) |   |                          |

Nachdem es schon bei den beiden vorherigen ODIs zu Problemen mit Zuschauerverhalten gekommen war, musste das dritte ODI abgebrochen werden, als ein west-indischer Spieler von einem Wurfgegenstand getroffen wurde. Das Spiel wurde daraufhin abgebrochen und dem Stand entsprechend für Indien gewertet. Die West indies hatten mit ihrer Beschwerde über diese Wertung keinen Erfolg.

### Viertes ODI in Ahmedabad
| 15. November Scorecard | Ahmedabad | West Indies 324-4 (50)       | – | Indien 325-5 (47.4) |
|                        |           | Indien gewinnt mit 5 Wickets |   |                     |

### Fünftes ODI in Vadodara
| 18. November Scorecard | Vadodara | Indien 290-8 (48/48)              | – | West Indies 291-5 (46.5) |
|                        |          | West Indies gewinnt mit 5 Wickets |   |                          |

### Sechstes ODI in Jodhpur
| 21. November Scorecard | Jodhpur | West Indies 201 (46.3)       | – | Indien 202-7 (46.2) |
|                        |         | Indien gewinnt mit 3 Wickets |   |                     |

### Siebtes ODI in Vijayawada
| 24. November Scorecard | Vijayawada | West Indies 315-6 (50)           | – | Indien 180 (36.5) |
|                        |            | West Indies gewinnt mit 135 Runs |   |                   |

## Statistiken
Die folgenden Cricketstatistiken wurden bei dieser Tour erzielt.
| Tests                  | Tests       | Tests   | Tests   | Tests   | Tests   | Tests   | Tests   | Tests   |
| Batting                | Batting     | Batting | Batting | Batting | Batting | Batting | Batting | Batting |
| Spieler                | Mannschaft  | Spiele  | Innings | Runs    | Average | HS      | 100s    | 50s     |
| ---------------------- | ----------- | ------- | ------- | ------- | ------- | ------- | ------- | ------- |
| Sachin Tendulkar       | Indien      | 3       | 5       | 306     | 76,50   | 176     | 1       | 0       |
| Virender Sehwag        | Indien      | 3       | 5       | 286     | 57,20   | 147     | 1       | 1       |
| VVS Laxman             | Indien      | 3       | 4       | 271     | 90,33   | 154*    | 1       | 0       |
| Shivnarine Chanderpaul | West Indies | 3       | 5       | 260     | 65,00   | 140     | 1       | 1       |
| Wavell Hinds           | West Indies | 3       | 5       | 220     | 44,00   | 100     | 1       | 1       |
| Bowling                |             |         |         |         |         |         |         |         |
| Spieler                | Mannschaft  | Spiele  | Overs   | Wickets | Average | BBI     | 5W      | 10W     |
| Harbhajan Singh        | Indien      | 3       | 166     | 20      | 16,75   | 7/48    | 2       | 0       |
| Anil Kumble            | Indien      | 3       | 153.2   | 16      | 24,18   | 5/30    | 1       | 0       |
| Mervyn Dillon          | West Indies | 3       | 109.2   | 11      | 25,00   | 3/44    | 0       | 0       |
| Zaheer Khan            | Indien      | 2       | 42.4    | 8       | 13,87   | 4/41    | 0       | 0       |
| Cameron Cuffy          | West Indies | 2       | 70.4    | 6       | 37,33   | 2/52    | 0       | 0       |

| ODIs             | ODIs        | ODIs    | ODIs    | ODIs    | ODIs    | ODIs    | ODIs    | ODIs    |
| Batting          | Batting     | Batting | Batting | Batting | Batting | Batting | Batting | Batting |
| Spieler          | Mannschaft  | Spiele  | Innings | Runs    | Average | HS      | 100s    | 50s     |
| ---------------- | ----------- | ------- | ------- | ------- | ------- | ------- | ------- | ------- |
| Chris Gayle      | West Indies | 7       | 7       | 455     | 65,00   | 140     | 3       | 1       |
| Ramnaresh Sarwan | West Indies | 7       | 7       | 436     | 109,00  | 99*     | 0       | 4       |
| VVS Laxman       | Indien      | 7       | 7       | 312     | 52,00   | 99      | 0       | 3       |
| Rahul Dravid     | Indien      | 7       | 6       | 300     | 75,00   | 109*    | 1       | 2       |
| Wavell Hinds     | West Indies | 7       | 7       | 295     | 42,14   | 93      | 0       | 3       |
| Bowling          |             |         |         |         |         |         |         |         |
| Spieler          | Mannschaft  | Spiele  | Overs   | Wickets | Average | BBI     | 5W      | 10W     |
| Vasbert Drakes   | West Indies | 7       | 54.4    | 10      | 31,20   | 3/38    | 0       | 0       |
| Pedro Collins    | West Indies | 4       | 38      | 8       | 24,75   | 3/60    | 0       | 0       |
| Virender Sehwag  | Indien      | 7       | 54.5    | 8       | 40,12   | 3/59    | 0       | 0       |
| Corey Collymore  | West Indies | 4       | 30.2    | 6       | 27,16   | 2/30    | 0       | 0       |
| Ajit Agarkar     | Indien      | 5       | 41      | 6       | 38,66   | 3/24    | 0       | 0       |

## Player of the Series
Als Player of the Series wurden die folgenden Spieler ausgezeichnet.
| Serie | Player of the Series |
| ----- | -------------------- |
| Test  | Harbhajan Singh      |
| ODI   | Chris Gayle          |

### Player of the Match
Als Player of the Match wurden die folgenden Spieler ausgezeichnet.
| Spiel   | Player of the Match |
| ------- | ------------------- |
| 1. Test | Virender Sehwag     |
| 2. Test | Harbhajan Singh     |
| 3. Test | Sachin Tendulkar    |
| 1. ODI  | Ramnaresh Sarwan    |
| 2. ODI  | Chris Gayle         |
| 3. ODI  | Virender Sehwag     |
| 4. ODI  | Chris Gayle         |
| 5. ODI  | Wavell Hinds        |
| 6. ODI  | Ajit Agarkar        |
| 7. ODI  | Marlon Samuels      |